# Volksspielbühne Thalia von 1879

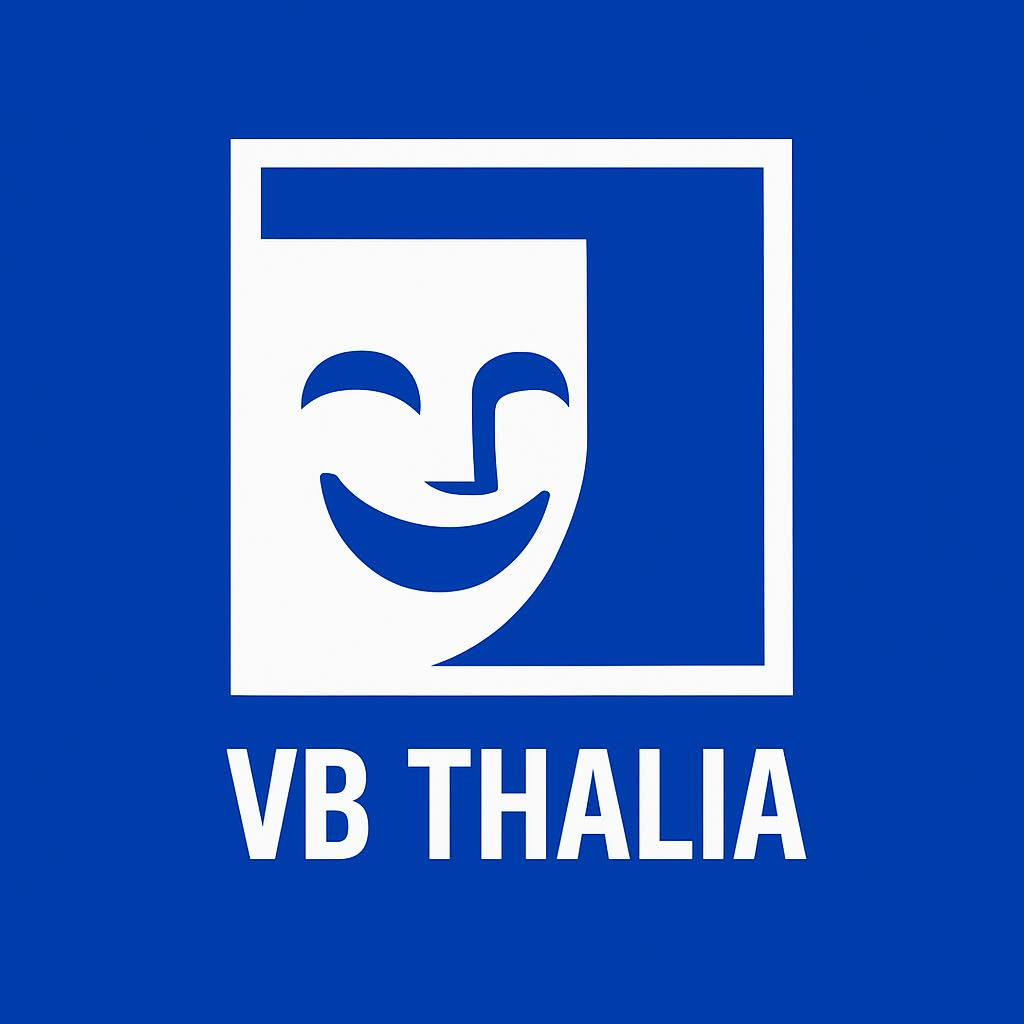
Vereinslogo

Die Volksspielbühne Thalia von 1879 e.V. (VB Thalia) ist ein 1879 gegründetes Amateurtheater in Hamburg. Seine Spielstätte ist das Theater an der Marschnerstraße im Hamburger Stadtteil Barmbek-Süd. Die VB Thalia ist Mitglied im Verband Hamburger Amateurtheater (VHAT) sowie im Bund Deutscher Amateurtheater (BDAT). Sie gilt als ältester Amateurtheaterverein Hamburgs.

## Geschichte
Gegründet wurde die VB Thalia im Jahr 1879 im Zuge der Entstehung vieler Arbeitertheater. Das erste Stück wurde Mitte der 1880er Jahre aufgeführt. Am 14. Oktober 1909 spielte die VB Thalia erstmalig im  „Conventgarten“ in Hamburgs Innenstadt. Stücke von Hauptmann und Ibsen wurden ebenso auf die Bühne gebracht wie niederdeutsche Klassiker. Den größten Widerhall fand damals eine Aufführung von Maxim Gorkis Nachtasyl. Unter anderem Carl Voscherau und sein Bruder waren in dieser Zeit Mitglieder und Darsteller der VB Thalia.
Nach dem Zweiten Weltkrieg war der Neuanfang schwierig. Der „Conventgarten“ war zerstört. Eine neue Heimat fand der Verein zunächst in einer Schule, ab 1967 dann im Theater an der Marschnerstraße. Hier hat die VB Thalia seither fast 200 Stücke aufgeführt. Klassiker standen dabei ebenso auf dem Programm wie zeitgenössische Dramen, Boulevard, Komödien oder niederdeutsche Bühnenwerke Es gab u. a. Max Frischs „Biedermann und die Brandstifter“, „Die Therapie“ von Sebastian Fitzek, „Kunst“ von Yasmina Reza, Neil Simons „Sonny Boys“, Shakespeares „Was ihr wollt“, „Boeing Boeing“ von Marc Camoletti und Agatha Christies „Das Urteil“. Jedes Jahr spielt die VB Thalia vier Stücke mit jeweils vier Aufführungen.

## Nachwuchsförderung
Entsprechend der Vereinssatzung fördert die VB Thalia den Theaternachwuchs in Workshops. Die Workshops finden außerhalb der Sommerpause ganzjährig alle ein- oder zwei Wochen statt. Unterrichtet wird Schauspiel, Regie, Maske oder Bühnenbau. In der Saison 2018/2019 brachten die Teilnehmer des Workshops mit Wir sind die Neuen nach dem gleichnamigen Film von Ralph Westhoff erstmalig ein Stück auf die Bühne.
Bei der Organisation der Workshops wie auch bei Bühnenbau, Ton, Maske, Kartenverkauf, der Bedienung analoger Werbekanäle sowie bei der Erstellung von Programmheften, Plakaten und Flyern leisten Freiwillige die Arbeit.

## Auszeichnungen
2024 wurde das Theater für die Inszenierung Oi von John von Düffel in der Inszenierung durch Raik Woitha mit dem 8. Deutschen Amateurtheaterpreis amarena ausgezeichnet.